# 平盛郡
平盛郡（越南语：／）是越南胡志明市下辖的一个郡。面积20.76平方公里，2019年总人口499000人。平盛郡以經營商业及服务业为主。

## 地理
平盛郡南接第一郡，西接富潤郡、舊邑郡和第三郡，东和北与守德市隔西贡河相对。

## 历史
1976年5月20日，西贡-嘉定市革命人民委员会将平和郡和盛美西郡合并为平盛郡，并重新划分下辖各坊为28坊。第一坊、第二坊、第三坊、第四坊、第五坊、第六坊、第七坊、第八坊、第九坊、第十坊、第十一坊、第十二坊、第十三坊、第十四坊属于原平和郡，第十五坊、第十六坊、第十七坊、第十八坊、第十九坊、第二十坊、第二十一坊、第二十二坊、第二十三坊、第二十四坊、第二十五坊、第二十六坊、第二十七坊、第二十八坊属于原盛美西郡。
1976年7月2日，越南正式统一，西贡-嘉定市更名为胡志明市。平盛郡随之划归胡志明市管辖。
1982年8月26日，第八坊并入第十二坊和第十四坊，第二十坊并入第十八坊，第十八坊部分区域划归第十九坊管辖。
1988年8月27日，第九坊部分区域和第十坊部分区域划归第十二坊管辖，第十二坊部分区域划归第十四坊管辖，第十四坊部分区域和第九坊剩余区域划归第二十四坊管辖，第十坊剩余区域划归第十一坊管辖，第十八坊部分区域划归第十九坊管辖，第十八坊剩余区域划归第二十一坊管辖，第四坊并入第三坊，第二十三坊并入第十五坊，第十六坊并入第十七坊，第十四坊部分区域划归第二坊管辖。
2024年11月14日，越南国会常务委员会通过决议，自2025年1月1日起，第三坊并入第一坊，第六坊分拆并入第五坊和第七坊，第十三坊部分区域并入第十一坊，第十五坊并入第二坊，第二十一坊并入第十九坊，第二十四坊并入第十四坊。

## 行政区划
平盛郡下辖15坊，郡人民委员会位于第十四坊。
- 第一坊（Phường 1）
- 第二坊（Phường 2）
- 第五坊（Phường 5）
- 第七坊（Phường 7）
- 第十一坊（Phường 11）
- 第十二坊（Phường 12）
- 第十三坊（Phường 13）
- 第十四坊（Phường 14）
- 第十七坊（Phường 17）
- 第十九坊（Phường 19）
- 第二十二坊（Phường 22）
- 第二十五坊（Phường 25）
- 第二十六坊（Phường 26）
- 第二十七坊（Phường 27）
- 第二十八坊（Phường 28）

## 交通
- 胡志明市都市鐵路
  - 1號線
    - 文聖公園站 - 新港站